# Google Storage
Google Storage —
веб-служба хостинга файлов для хранения и доступа к файлам через REST в инфраструктуре
Google Cloud Platform. Служба сочетает в себе производительность и масштабируемость облака Google с улучшенными возможностями безопасности и совместного использования. Это инфраструктура как услуга (IaaS), подобная сервису онлайн-хранения Amazon S3. В отличие от Google Drive и в соответствии с различными техническими условиями, Google Cloud Storage выглядит более подходящей для предприятий.

## Использование
Активация пользователя доступна через API консоли разработчика. Владельцы аккаунтов Google должны получить доступ к этой службе, залогинившись и согласившись с условиями использования, а затем включить систему оплаты.
Однако есть случай, когда даже без включенной системы оплаты, можно пользоваться данным сервисом.

## Архитектура
Google Storage (GS) сохраняет объекты (сначала размер был ограничен до 100 GB, в настоящее время до 5 TiB) в контейнеры, которые называются «bucket» (как и в S3), каждому из которых пользователем назначен уникальный ключ (или название). Все запросы авторизуются в соответствии со списком контроля доступа, который есть у каждого bucket и объекта. Названия bucket и ключи выбираются таким образом, чтобы объекты можно было адресовать с помощью HTTP URL:
- https://storage.googleapis.com/bucket/object
- http://bucket.storage.googleapis.com/object
- https://storage.cloud.google.com/bucket/object